# Billens
Billens (Belin  en patois fribourgeois) est une localité et une ancienne commune suisse du canton de Fribourg, située dans le district de la Glâne.

## Histoire
Le village est mentionné depuis le XVe siècle, en relation avec une maison forte, siège d'une famille homonyme qui sera détruite après 1718. La seigneurie passa successivement entre les mains du comté de Gruyère en 1365, de la seigneurie de Palézieux avant 1402 avant de passer entre plusieurs mains privées. Érigée en commune, Billens est incluse dans le bailliage de Romont dès 1536, puis le district de Romont dès 1798 avant de rejoindre le district de la Glâne à sa création.
Le 1er janvier 1998, la commune a fusionné avec sa voisine Hennens pour former la nouvelle commune de Billens-Hennens.

## Monuments
L'église Saint-Maurice, agrandie en 1659, fut rebâtie de 1827 à 1831. Elle est inscrite comme bien culturel d'importance régionale. Un peu en dehors du village se trouve un ancien château qui fut transformé en hôpital en 1937.